# Lew Alexandrowitsch Fenin
Lew Alexandrowitsch Fenin (russisch Лев Александрович Фенин; * 15. November 1886 in St. Petersburg; † 16. November 1952 in Moskau) war ein russischer bzw. sowjetischer Theater- und Film-Schauspieler.

## Leben und Leistungen
Fenin, als dessen Geburtsjahr z. T. auch 1882 angegeben wird, war der Sohn eines Eisenbahners. Nach seinem Gymnasialabschluss 1903 studierte er bis 1908 an der Juristischen Fakultät der Universität St. Petersburg. Parallel dazu unterzog sich der junge Mann von 1904 bis 1906 einem Schauspielstudium bei Wladimir Nikolajewitsch Dawidow und Juri Michailowitsch Jurjew sowie einer Gesangsausbildung unter der Leitung von Joakim Tartakow. Ab seinem 16. Lebensjahr arbeitete Fenin als Tutor und später als Büroangestellter beim Bau der Bahnstrecke Moskau–Ventspils.
1904 begann seine Schauspiellaufbahn beim Theater von Wera Komissarschewskaja, ab dem Folgejahr trat er jedoch bereits auf anderen Bühnen in St. Petersburg auf. Zusammen mit weiteren Schülern Dawidows war Fenin 1907 in Luga aktiv, wurde aber im Herbst des betreffenden Jahres verhaftet, nachdem er an Studentenversammlungen teilgenommen hatte. Sein ehemaliger Lehrer konnte im Herbst 1908 die Freilassung erwirken. Nach einer Tour im westlichen Russland und Auftritten in Kindermatineen im großen Saal des Sankt Petersburger Konservatoriums verpflichtete ihn Wsewolod Meyerhold. In dieser Zeit wurde auch Alexander Rafailowitsch Kugel auf den jungen Darsteller aufmerksam und holte ihn an sein Theater Кривое зеркало (Kriwoje serkalo), wo Fenin bis 1917 auftrat. Danach war er bis 1920 am Solowzow-Theater in Kiew und anschließend beim Staatstheater Simferopol beschäftigt. Hier war Fenin u. a. in der Hauptrolle von Tschechows Der Revisor sowie in Stücken von Fjodor Sologub und Iwan Krylow zu sehen. 1922 wechselte er an das Moskauer Kammertheater, verließ es jedoch 1937 zugunsten des Wsewolod-Meyerhold-Theaters, nachdem es zu künstlerischen Diskrepanzen mit Alexander Tairow gekommen war. Die an seiner neuen Wirkungsstätte geplante Inszenierung von Suchowo-Kobylins Kretschinskis Hochzeit fand aber aufgrund der Schließung des Hauses nicht statt und so engagierte ihn 1938 das Zentraltheater der Transportarbeiter. Parallel dazu gab Fenin auf der Bühne des Moskauer Planetariums den Galilei in Dmitri Petrowitsch Smolins gleichnamigen Drama. Im August 1941 wurde er als künstlerischer Leiter und Darsteller des Moskauer Zeitgenössischen Theaters nach Kasachstan delegiert, um für Militärangehörige und Mitarbeiter der Eisenbahn von Qaraghandy aufzutreten und zu inszenieren. 1942 folgte die Versetzung nach Tula, um das Dramatheater „M. Gorki“ wiederzubeleben und für Armeeeinheiten sowie das örtliche Militärkrankenhaus zu spielen. Zu den dort gegebenen Stücken zählten u. a. Фронт (Front) von Oleksandr Kornijtschuk, Leonid Leonows Нашествие (Naschestwije), Фельдмаршал Кутузов (Feldmarschal Kutusow) von Wladimir Alexandrowitsch Solowjow und Лев Гурыч Синичкин, или Провинциальная дебютантка (Lew Gurytsch Sinitschkin, ili Prowinzialnaja debjutantka) von Wladimir Alexandrowitsch Solowjow. Im Dezember 1944 wurde er letztlich vom neugeschaffenen Staatstheater, dem späteren Theaterstudio der Filmdarsteller, verpflichtet und trat hier bis ans Ende seines Lebens auf.
Neben seiner Bühnentätigkeit war Fenin außerdem als Schauspiellehrer tätig, u. a. bei der Roten Armee in Simferopol und am Wsewolod-Meyerhold-Theater.
Beginnend mit dem Politkrimi Мисс Менд (Miss Mend, 1926) trat Fenin auch im Film auf, wo er zumeist in Nebenrollen hochrangige Mitglieder der Gesellschaft darstellte. Markant waren seine Auftritte in biografischen Werken über Alexander Newski (Alexander Newski, 1938), Nikolai Miklucho-Maklai (Das Leben eines großen Forschers, 1947), Konstantin Saslonow (Konstantin Saslonow, 1949), Modest Mussorgski (Melodie des Lebens, 1950) und Fjodor Uschakow (Segel im Sturm und Schiffe stürmen Bastionen, beide 1953). Außerdem wirkte er in bekannten Produktionen wie Frühling (1947), Die junge Garde (1948) und Sadkos Abenteuer (1953) mit.
Fenin war mit Sofja Wladimirowna Fenina (* 1881) verheiratet. Er starb im Herbst 1952 in Moskau, seine letzten drei Filme erschienen posthum.

## Mitgliedschaften und Ehrungen
Fenin gehörte 1917 in Petrograd zu den Mitbegründern des Allrussischen Verbandes der Theaterschaffenden, war ab 1918 für ein Jahr Mitglied im Kiewer Rat der Theaterbeschäftigten sowie von 1939 bis 1947 Deputierter im Moskauer Arbeiterrat. 1946 trat er der Kommunistischen Allunions-Partei (Bolschewiki) (WKP(B)), der späteren KPdSU, bei.
Fenin war Träger der Titel Verdienter Künstler der Republik (1932) und Verdienter Kunstschaffender der RSFSR (11. Januar 1935). Er wurde ferner mit dem Ehrenzeichen der Sowjetunion (1. Februar 1939) sowie der Medaille „Für heldenmütige Arbeit im Großen Vaterländischen Krieg 1941–1945“ (1946) ausgezeichnet.

## Bühnenarbeit (Auswahl)

### Moskauer Kammertheater
- Prinzessin Brambilla – von E. T. A. Hoffmann
- Die heilige Johanna – von George Bernard Shaw
- Der Schleier der Beatrice – von Arthur Schnitzler
- Desire Under the Elms – von Eugene O’Neill
- Le Jour et la Nuit – von Charles Lecocq
- Линия огня (Linija ognja) – von Nikolai Nikitin

### Theaterstudio der Filmdarsteller
- Deep Are the Roots – von Arnaud d'Usseau und James Gow
- Die junge Garde – nach Alexander Fadejew
- Нахлебник (Nachlebnik) – von Iwan Turgenew
- Das Frühstück beim Adelsmarschall – von Iwan Turgenew
- Флаг адмирала (Flag admirala) – von Alexander Stein
- Armut ist kein Laster – von Alexander Ostrowski

## Filmografie (Auswahl)
- 1926: Мисс Менд (Miss Mend)
- 1929: Irrwege der Leidenschaft (Chromoi barin)
- 1934: Petersburger Nacht (Peterburgskaja notsch)
- 1938: Alexander Newski
- 1939: Auf der Wyborgseite (Wyborgskaja storona)
- 1947: Frühling (Wesna)
- 1947: Erziehung der Gefühle (Selskaja utschitelniza)
- 1947: Das Leben eines großen Forschers (Miklucho-Maklai)
- 1948: Die junge Garde (Molodaja gwardija)
- 1949: Begegnung an der Elbe (Wstretscha na Elbe)
- 1949: Константин Заслонов (Konstantin Saslonow)
- 1950: Melodie des Lebens (Musorgski)
- 1950: In geheimer Mission (Sekretnaja missija)
- 1951: Sportehre (Sportiwnaja tschest)
- 1951: In friedlichen Tagen (W mirnyje dni)
- 1953: Sadkos Abenteuer (Sadko)
- 1953: Segel im Sturm (Admiral Uschakow)
- 1953: Schiffe stürmen Bastionen (Korawli schtyrmujut bastiony)